# Marussia MR03
Chronologie des modèles (2014-2015)
Marussia MR02
La Marussia MR03 est la monoplace de Formule 1 engagée par l'écurie russe Marussia F1 Team dans le cadre du championnat du monde de Formule 1 2014. Elle est pilotée par le Britannique Max Chilton et le Français Jules Bianchi, qui font tous deux leur seconde saison au sein de  l'écurie. Conçue par l'ingénieur britannique John McQuilliam et présentée le 30 janvier 2014 sur le circuit permanent de Jerez en Espagne, la MR03 reprend les modifications de la réglementation technique en vigueur. Son évolution, la MR03B, est alignée en 2015, aux mains de Will Stevens et Roberto Merhi au sein de l'écurie Manor Marussia F1 Team.

## Création de la monoplace
La réglementation technique de la Formule 1 évoluant radicalement en 2014, la Marussia MR03 est dotée d'un moteur V6 turbo Ferrari, d'un système de récupération de l'énergie cinétique produisant 161 chevaux contre 80 les années précédentes, un museau à 185 millimètres au-dessus du sol, un aileron plus étroit de 150 millimètres et un gain de masse de 49 kilogrammes.
Techniquement, la Marussia MR03 se distingue de sa devancière, la Marussia MR02, par l'utilisation d'un moteur V6 Ferrari, remplaçant le moteur Cosworth, utilisé par l'écurie russe depuis ses débuts en 2012. La MR03 arbore un nez de fourmilier comparable à celui de la Red Bull RB10 et dispose d'un aileron avant travaillé au niveau des ouvertures des flaps et sous les mini-ailerons. Le haut profil de la coque est très similaire à la Jordan EJ15 de 2005, dernière monoplace conçue par l'ingénieur John McQuilliam avant de se pencher sur la MR03. L'arrière de la monoplace reste classique et est une évolution de la MR02, hormis le mât central obligatoire, présentant un dessin complexe. La partie centrale de la voiture se distingue notamment par sa prise d'air moteur conçue en trois parties : celle supérieure est destinée au refroidissement du moteur, et les deux autres permettent un refroidissement secondaire. Les pontons se prolongent jusqu'à la suspension arrière.
John McQuilliam, le directeur technique de l'écurie, déclare : « Sur les 11 212 pièces de la voiture, seules quelques-unes sont reprises de la voiture 2013 . C’est notre meilleure optimisation entre innovation, performance et intégrité du design. Nous avons commencé en 2012 à analyser chaque élément de la voiture, du nez jusqu’à l’aileron arrière parce que nous savions que la MR03 serait radicalement différente. Nous avons bénéficié pour sa conception de la stabilité de notre équipe de concepteurs. C’est un process de 24 mois, mené avec les mêmes personnes et nous pouvons en être fiers. Nous avons répondu au défi en produisant une voiture de qualité, la MR03 ». L'ingénieur britannique affirme enfin que l'équipe a été innovante concernant le système de refroidissement de la voiture.
John Booth, le directeur sportif de Marussia, donne ses impressions quant à la nouvelle réglementation technique de la Formule 1 : « L'introduction des nouvelles règles a été un vrai challenge pour les équipes, indique encore Booth, et sans doute plus encore pour nous en raison de nos ressources limitées, avec seulement 190 personnes à l'usine. Mais elles permettent de repartir sur des bases nouvelles, en bouleversant quelque peu la hiérarchie un peu figée de ces dernières saisons. Cela ne signifie pas que nous allons nous battre pour les points, mais nous espérons progresser et qui sait saisir une opportunité ».

## Historique
À la veille du Grand Prix de Belgique, Max Chilton, ayant des problèmes contractuels avec Marussia, est remplacé par l'Américain Alexander Rossi, pilote de réserve de l'écurie depuis juillet. Finalement, le Britannique reprend son baquet à l'issue des premiers essais libres à Spa-Francorchamps.
L'écurie est marquée par l'accident de Jules Bianchi lors du Grand Prix du Japon. Sous régime de drapeau jaune et sous une pluie intense, le Français perd le contrôle de sa monoplace et s'encastre dans une grue mobile présente sur le circuit afin de dégager la monoplace accidentée d'Adrian Sutil. Bianchi, gravement blessé au niveau de la tête, est plongé dans le coma et meurt le 17 juillet 2015.
Après le Grand Prix de Russie, Marussia est placé sous administration judiciaire. L'écurie, ayant contracté 130 millions de livres de dettes, renonce à participer aux Grands Prix des États-Unis et du Brésil. Le 7 novembre 2014, l'écurie annonce qu'elle est en faillite, faute de repreneurs,.
En 2015, l'écurie est rebaptisée Manor Marussia F1 Team, Manor Motorsport, à l'origine de la création de l'équipe, ayant repris une partie de son capital. Les pilotes Roberto Merhi et Will Stevens ne prennent pas part au Grand Prix inaugural, à Melbourne, faute de préparation de leur monoplaces. En Malaisie, les deux voitures, non-qualifiées, sont repêchées par les commissaires de course mais seul Merhi participe à la course, qu'il termine en quinzième et dernière position, à trois tours du vainqueur.

## Résultats en championnat du monde de Formule 1

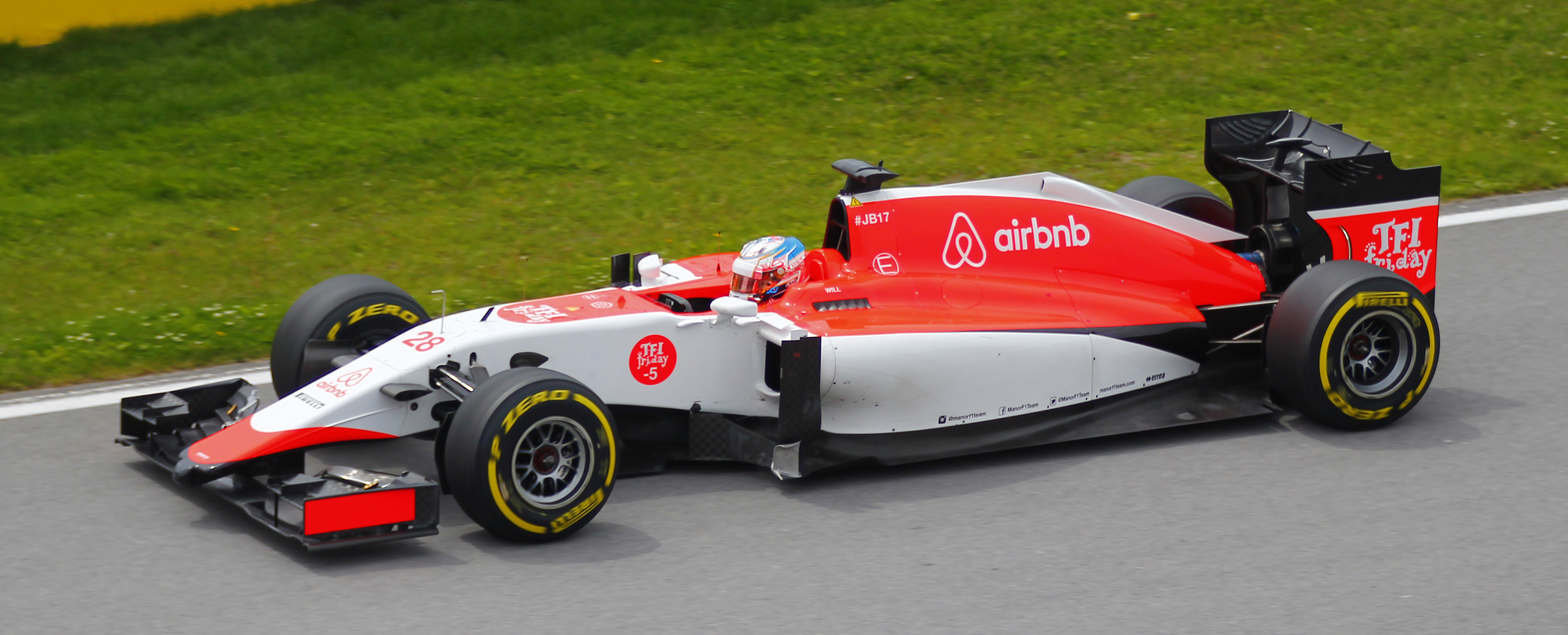
La Marussia MR03B de Will Stevens au Grand Prix du Canada 2015.

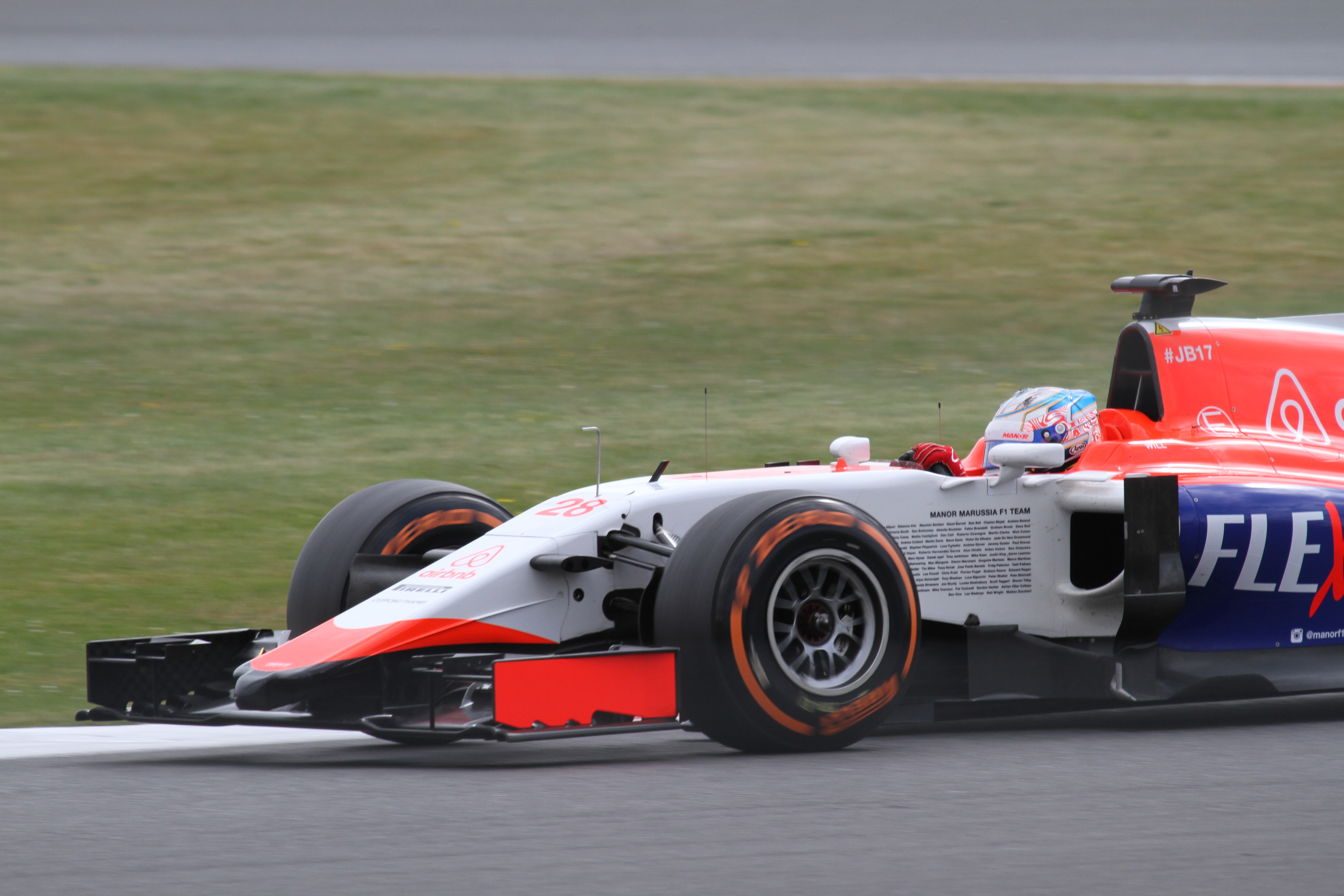
La Marussia MR03B de Will Stevens au Grand Prix de Grande-Bretagne 2015.

| Saison | Écurie                 | Moteur                      | Pneus   | Châssis | Pilotes         | Courses | Courses | Courses | Courses | Courses | Courses | Courses | Courses | Courses | Courses | Courses | Courses | Courses | Courses | Courses | Courses | Courses | Courses | Courses | Points inscrits | Classement |
| Saison | Écurie                 | Moteur                      | Pneus   | Châssis | Pilotes         | 1       | 2       | 3       | 4       | 5       | 6       | 7       | 8       | 9       | 10      | 11      | 12      | 13      | 14      | 15      | 16      | 17      | 18      | 19      | Points inscrits | Classement |
| ------ | ---------------------- | --------------------------- | ------- | ------- | --------------- | ------- | ------- | ------- | ------- | ------- | ------- | ------- | ------- | ------- | ------- | ------- | ------- | ------- | ------- | ------- | ------- | ------- | ------- | ------- | --------------- | ---------- |
| 2014   | Marussia F1 Team       | Ferrari Type 059/3 V6 Turbo | Pirelli | MR03    |                 | AUS     | MAL     | BAH     | CHI     | ESP     | MON     | CAN     | AUT     | GBR     | ALL     | HON     | BEL     | ITA     | SIN     | JAP     | RUS     | USA     | BRÉ     | ABU     | 2               | 9e         |
| 2014   | Marussia F1 Team       | Ferrari Type 059/3 V6 Turbo | Pirelli | MR03    | Max Chilton     | 13e     | 15e     | 13e     | 19e     | 19e     | 14e     | Abd     | 17e     | 16e     | 17e     | 16e     | 16e     | Abd     | 17e     | 18e     | Abd     |         |         |         | 2               | 9e         |
| 2014   | Marussia F1 Team       | Ferrari Type 059/3 V6 Turbo | Pirelli | MR03    | Jules Bianchi   | Nc      | Abd     | 16e     | 17e     | 18e     | 9e      | Abd     | 15e     | 14e     | 15e     | 15e     | 18e*    | 18e     | 16e     | Abd     |         |         |         |         | 2               | 9e         |
| 2015   | Manor Marussia F1 Team | Ferrari Type 059/3 V6 Turbo | Pirelli | MR03B   |                 | AUS     | MAL     | CHI     | BAH     | ESP     | MON     | CAN     | AUT     | GBR     | HON     | BEL     | ITA     | SIN     | JAP     | RUS     | USA     | MEX     | BRÉ     | ABU     | 0               | 10e        |
| 2015   | Manor Marussia F1 Team | Ferrari Type 059/3 V6 Turbo | Pirelli | MR03B   | Roberto Merhi   |         | 15e     | 16e     | 17e     | 18e     | 16e     | Abd     | 14e     | 12e     | 15e     | 15e     | 16e     |         |         | 13e     |         |         |         | 19e     | 0               | 10e        |
| 2015   | Manor Marussia F1 Team | Ferrari Type 059/3 V6 Turbo | Pirelli | MR03B   | Will Stevens    |         | Np      | 15e     | 16e     | 17e     | 17e     | 17e     | Abd     | 13e     | 16e     | 16e     | 15e     | 15e     | 19e     | 14e     | Abd     | 16e     | 17e     | 18e     | 0               | 10e        |
| 2015   | Manor Marussia F1 Team | Ferrari Type 059/3 V6 Turbo | Pirelli | MR03B   | Alexander Rossi |         |         |         |         |         |         |         |         |         |         |         |         | 14e     | 18e     |         | 12e     | 15e     | 18e     |         | 0               | 10e        |

Légende : ici 
- * Le pilote n'a pas terminé la course mais est classé pour avoir parcouru plus de 90 % de la distance de course.